# Stanislav Manolev

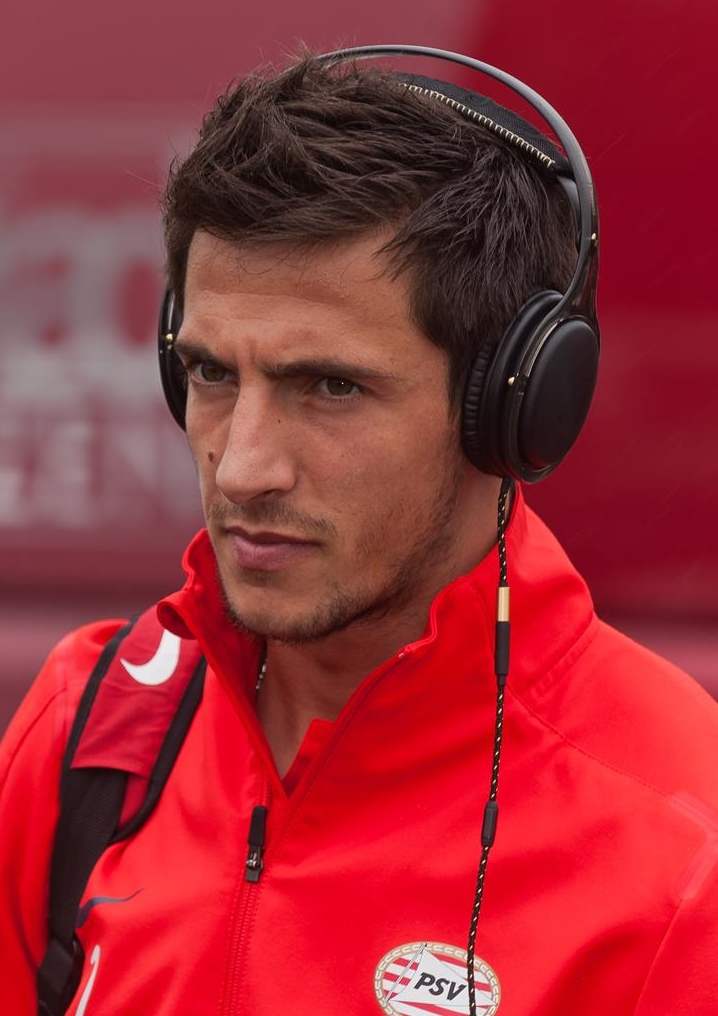
Manolev no PSV Eindhoven em 2011.

Stanislav Manolev (Blagoevgrad, 16 de dezembro de 1985) é um futebolista búlgaro que atua como lateral-direito. Atualmente, joga pelo PFC CSKA Sófia.
Possui 47 convocações para a seleção búlgara principal, além de 4 gols marcados.